# Bustin' + Dronin'
 (juin 2017).
Si vous disposez d'ouvrages ou d'articles de référence ou si vous connaissez des sites web de qualité traitant du thème abordé ici, merci de compléter l'article en donnant les références utiles à sa vérifiabilité et en les liant à la section « Notes et références ».
Albums de Blur
Blur
(1997) 13
(1999)
Bustin' + Dronin' est une double compilation hybride du groupe de rock britannique Blur.
Cet album, initialement destiné au Japon, où il sort le 25 février 1998, est aussi publié en édition limitée au Royaume-Uni le 9 mars 1998 et aux États-Unis le 7 avril.
Parlophone rééditera, dans plusieurs pays dont la France, cette compilation le 23 septembre 2022, sans les performances "Live at Peel Acres", en édition CD unique et édition vinyle noir double album.

## Présentation
Bustin' + Dronin' est constitué, sur le premier disque, de remixes technoïdes de morceaux du précédent album éponyme, Blur et, sur le second disque, d'un condensé live du groupe enregistré à Peel Acres, le 8 mai 1997, lors de sessions de Radio chez le mythique DJ britannique John Peel.
Après cinq albums avec le même producteur (Stephen Street), Food Records décide de se tourner vers d'autres producteurs pour le remixage des chansons de Blur.
Le groupe choisit ensuite William Orbit pour produire son sixième album studio, 13.
En raison de sa sortie "discrète", l'édition limitée de Bustin' + Dronin' n'atteint que la 50e place dans le classement des albums au Royaume-Uni, bien que ce soit le seul import du groupe à être classé dans ce pays.

## Liste des titres
Toutes les paroles sont écrites par Damon Albarn, toute la musique est composée par Blur.
| 1. | Movin' On (William Orbit mix)          | 8:00  |
| 2. | Death of a Party (Well Blurred remix)  | 6:46  |
| 3. | On Your Own (Crouch End Broadway mix)  | 4:12  |
| 4. | Beetlebum (Moby's mix)                 | 6:43  |
| 5. | Essex Dogs (Thurston Moore's mix)      | 9:01  |
| 6. | Death of a Party (Billy Whiskers mix)  | 4:47  |
| 7. | Theme From Retro (John McEntire's mix) | 5:43  |
| 8. | Death of a Party (12" Death)           | 7:08  |
| 9. | On Your Own (Walter Wall mix)          | 15:00 |

| 1. | Popscene      | 3:05 |
| 2. | Song 2        | 1:50 |
| 3. | On Your Own   | 4:47 |
| 4. | Chinese Bombs | 1:15 |
| 5. | Movin' On     | 3:21 |
| 6. | M.O.R.        | 2:59 |

## Crédits

### Membres du groupe
- Damon Albarn : chant, claviers, guitare
- Graham Coxon : chant, guitare
- Alex James : basse, guitare
- Dave Rowntree : batterie
- Jeff Parker : guitare

### Équipes technique et production
- Production : Stephen Street, Alison Howe
- Production (additionnel) : Moby, William Orbit
- Ingénierie : John Smith, Miti Adhikari, Alan Branch
- Mixage : Adrian Sherwood, Thurston Moore
- Remixage : Moby, William Orbit, John McEntire
- Turntablism : Cesare
- Cover Art Concept (conception de la pochette) : Graham Coxon
- Livret d'album (japonais) : Shino Okamura